# Mick Abrahams
Michael Timothy 'Mick' Abrahams (născut pe 7 aprilie 1943 în Luton, Bedfordshire, Anglia) a fost chitaristul original al trupei Jethro Tull. A înregistrat cu formația albumul This Was în 1968 însă conflictele sale cu Ian Anderson în ceea ce privește  direcția muzicală a grupului au dus la plecarea sa din trupă chiar după finalizarea albumului. Abrahams dorea ca soundul Jethro Tull să se îndrepte mai mult spre blues/rock în timp ce Anderson voia să adopte mai multe influențe de folk și jazz. Abrahams a fost înlocuit, mai întâi, de Tony Iommi care va părăsi Tull după doar câteva săptămâni și  care va forma în scurt timp trupa Black Sabbath iar apoi de Martin Barre care este și azi chitarist în Jethro Tull.